# ДОТ № 106 (КиУР)
50°17′8″ пн. ш. 30°33′19″ сх. д. / 50.28556° пн. ш. 30.55528° сх. д.

ДОТ № 106 — довготривала оборонна точка, що розташована у південній частині Київського укріпленого району неподалік села Конча-Заспа та входила до складу першої лінії оборони КиУР. Відноситься до класу кулеметний напівкапонір (КНК) та є однією з восьми вогневих точок даного типу в межах КиУР (дивись також КНК № 182).

## Історія будівництва

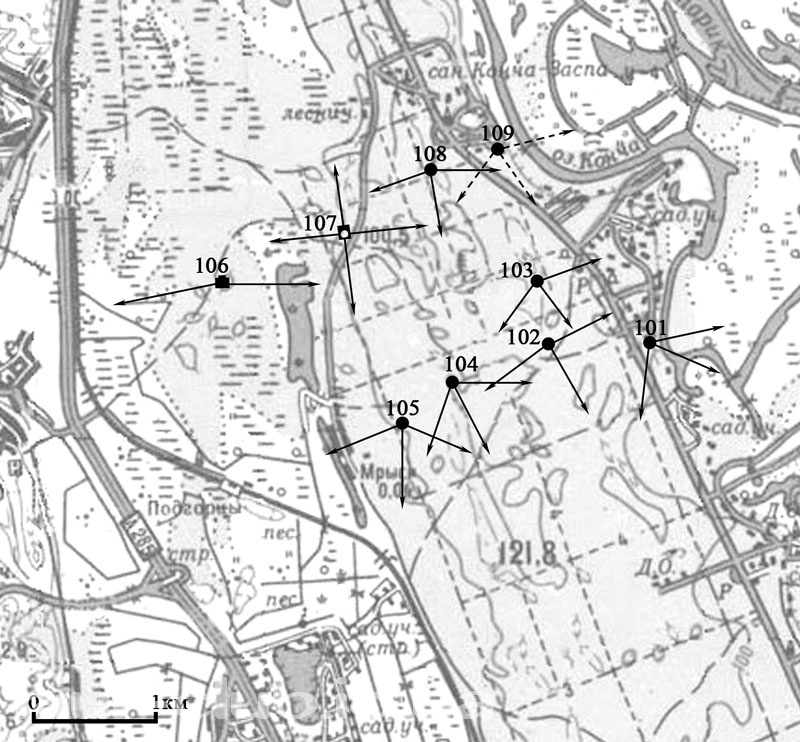
КНК № 106 у системі оборони 14-го БРО КиУР

Напівкапонір створювався для ведення флангового вогню у одному напрямку. Цю одноповерхову споруду побудовано у 1931 році. Вона належить до типу «М2». Тобто споруда могла витримати 1 пряме влучаня 152-мм гаубиці. У ДОТ розташовані три амбразури для станкових кулеметів. Також є 1 амбразура для ручного кулемета для оборони входу. Станкові кулемети знаходилися у окремих казематах, між ними було місце для повітряно-вентиляційної установки та командира ДОТу. Вхід зачинявся на двері з залізними ґратами, а вже за ними стояли металеві двері.
Ця оборонна точка прикривала шлях із села Ходосівка до села Конча-Заспа, що пролягав через острів поміж озера біля села Мриги та болотом біля села Ходосівка. Але завдяки халатності проектувальників амбразури КНК дивилися на болото, а тверда ділянка остріва не обстрілювалася. Кращим рішенням був би звичаний ДОТ біля самого шляху.

## Служба
Організаційно ДОТ входив до складу 14-го батальйонного району оборони (БРО) КиУР, що прикривав район сіл Конча-Заспа-Мриги. На момент початку Німецько-радянської війни гарнізон складався із військовослужбовців 28-го окремого кулеметного батальйону КиУР. Під час першого генерального штурму КиУРа, що розпочав 29-й армійський корпус німців 4 серпня 1941 року, напівкапонір опинився о повному оточенні та без піхотного прикриття на сусідніх польових позиціях. У таких обставинах гарнізон оборонявся півдня проти однієї роти 95-ї піхотної дивізії. Бійці навіть викатили один з кулеметів із ДОТ для ближнього бою. Але опівдні 4 серпня супротивник зміг таки знищити цю вогневу точку.

## Сьогодення
ДОТ зберігся.